# فهرست شخصیت‌های داستان اسباب‌بازی

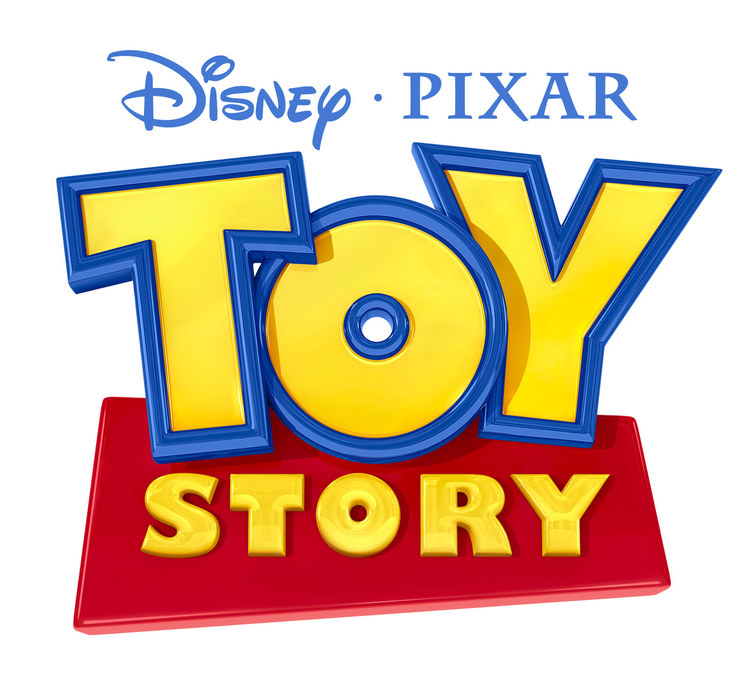
لوگوی استفاده شده از ۲۹ مه ۲۰۰۹

این یک فهرست از شخصیت‌های فرنچایز داستان اسباب‌بازی از دیزنی/پیکسار است که شامل فیلم‌های پویانمایی بلند داستان اسباب‌بازی، داستان اسباب‌بازی ۲، داستان اسباب‌بازی ۳، داستان اسباب‌بازی ۴ و لایت‌یر است. این فهرست همچنین شامل شخصیت‌های مجموعه توی استوری تونز و قسمت‌های ویژه تلویزیونی داستان اسباب‌بازی ترور! و داستان اسباب‌بازی: آن زمان که فراموش کرد است.

## معرفی‌شده درداستان اسباب‌بازی

### اسباب‌بازی‌های اصلی اندی

#### وودی
کلانتر وودی پراید (با صداپیشگی تام هنکس در فیلم‌ها و جیم هنکس در دیگر رسانه‌ها) یک عروسک کابوی کشیدنی سنتی دهه ۱۹۵۰ و اسباب‌بازی موردعلاقه اندی است.